# Limatula deceptionensis
Limatula deceptionensis is een tweekleppigensoort uit de familie van de Limidae. De wetenschappelijke naam van de soort is voor het eerst geldig gepubliceerd in 1916 door H.B. Preston.
De soort werd verzameld door A.G. Bennett in Deception Harbour, Zuidelijke Shetlandeilanden, in 1913-14.